# Silent Skies
Das Musikprojekt Silent Skies (Eigenschreibweise: „silent_skie_s“) ist eine Kollaboration des schwedischen Musikers Tom S. Englund und des US-amerikanischen Musikers Vikram Shankar. Die Musik wird als cinematischer oder Dark Pop beschrieben. Die Musikstücke sind, sowohl was die Melodien, als auch die Texte angeht, sehr melancholisch. Im Gegensatz zu den anderen Projekten der beiden Musiker (Evergrey oder Redemption) wird fast vollständig auf den Einsatz von Schlagzeug bzw. Percussions und (elektrischen) Gitarren verzichtet. Hauptmerkmale der Musik ist der präsente Einsatz von Piano und Synthesizer sowie von Tom S. Englunds Stimme.

## Geschichte

### 2017–2019: Projektentstehung und erste Single
Tom S. Englund wurde auf Vikram Shankar aufmerksam, nachdem dieser 2017 ein Video bei Youtube veröffentlichte, in dem er den Song Distance von Englunds Band Evergrey in einer reinen Piano-Interpretation darbot.
Englund erkannte offenbar direkt eine musikalische Verbindung zu dem Musiker und sie tauschten sich anfangs per E-Mail Ideen bezüglich eines gemeinsamen Projektes aus, welches musikalische Klanglandschaften die in Filmmusiken ihre Wurzeln haben sollten mit emotionalen und berührenden Texten von Englund selbst dargeboten vereinen würde.
Wie AFM Records am 28. September 2019 mitteilte, unterzeichneten die beiden Künstler unter dem Projektnamen Silent Skies bei Sweet Lemon (hausinternes Label von Soulfood Music Distribution) einen Vertrag.
Am 27. September 2019 wurde die erste Single Horizons veröffentlicht. Diese enthielt den Titeltrack in drei verschiedenen Versionen und war ausschließlich in digitaler Form über Streaming Portale sowie als Download verfügbar.
Zeitgleich wurde auf dem YouTube-Kanal von AFM Records ein zugehöriger Videoclip veröffentlicht.

### 2020 – Erstes Album:Satellites
Am 11. Dezember 2020 wurde das erste Album namens Satellites sowohl als CD-Digipak als auch in Doppel-LP-Ausführungen („Black“ und „White“) sowie als Stream- und Download auf den einschlägigen Streamplattformen veröffentlicht. Das Album enthält 10 Titel. Darunter ein reines Instrumentalstück (1999), eine Coverversion des Songs Here Comes the Rain Again der Band Eurythmics sowie eine Coverversion des Songs The Distance von Tom S. Englunds Band Evergrey. Die restlichen Songs sind neue Kompositionen, welche von Tom S. Englund und Vikram Shankar komponiert und aufgenommen wurden. Als Gastmusiker spielte Raphael Weinroth-Browne das Cello.
Neben einem Begleitvideo zur Vorab-Single Horizons wurden auch zu den Songs Here Comes the Rain Again und „Solitude“ Videos durch AFM bei Youtube veröffentlicht. Regie bei allen drei Videos führte der schwedische Regisseur Patric Ullaeus.

### 2022 – Zweites Album:Nectar
Im Juni 2021 wurde durch das Label Napalm Records sowie den Mitgliedern des Musikprojekts bekannt gegeben, dass das in Arbeit befindliche zweite Album weltweit über dieses neue Label vertrieben werde.
Am 4. Februar 2022 erschien das zweite Album namens Nectar sowohl als CD-Digipak als auch in Doppel-LP-Ausführungen, sowie als Stream- und Download auf den einschlägigen Streamplattformen. Auch ein Youtube-Video des gesamten Albums wurde durch das Label Napalm Records veröffentlicht. Das Album enthält, wie das Vorgängeralbum zehn Titel. Darunter ebenfalls wieder ein reines Instrumentalstück (Nectar). Alle Songs sind neue Kompositionen, welche ebenfalls wieder von Tom S. Englund und Vikram Shankar komponiert und aufgenommen wurden und Raphael Weinroth-Browne spielte wieder als Gastmusiker das Cello.
Neben einem Begleitvideo zur Vorab-Single Taper, welche am 11. November 2021 erschien, wurden auch zu den Songs Leaving und Let It Hurt Videos durch Napalm Records bei Youtube veröffentlicht.

## Diskografie
Alben
- 2020: Satellites (Sweet Lemon)
- 2022: Nectar (Napalm Records)
- 2023: Dormant (Napalm Records)